# Église Saint-Jean-Baptiste de Lamaids
L'église Saint-Jean-Baptiste est une église située à Lamaids, en France.

## Localisation
L'église est située sur la commune de Lamaids, dans le département français de l'Allier.

## Historique

### Les Templiers et les Hospitaliers
Lamaids était le siège d'une commanderie de l'ordre du Temple dévolue au début du XIVe siècle aux hospitaliers de l'ordre de Saint-Jean de Jérusalem. Elle restera une commanderie autonome avant de devenir un membre de la commanderie de Lavaufranche probablement au XVIe siècle.
L'édifice est inscrit au titre des monuments historiques en 1994.